# Zehntscheune (Balingen)

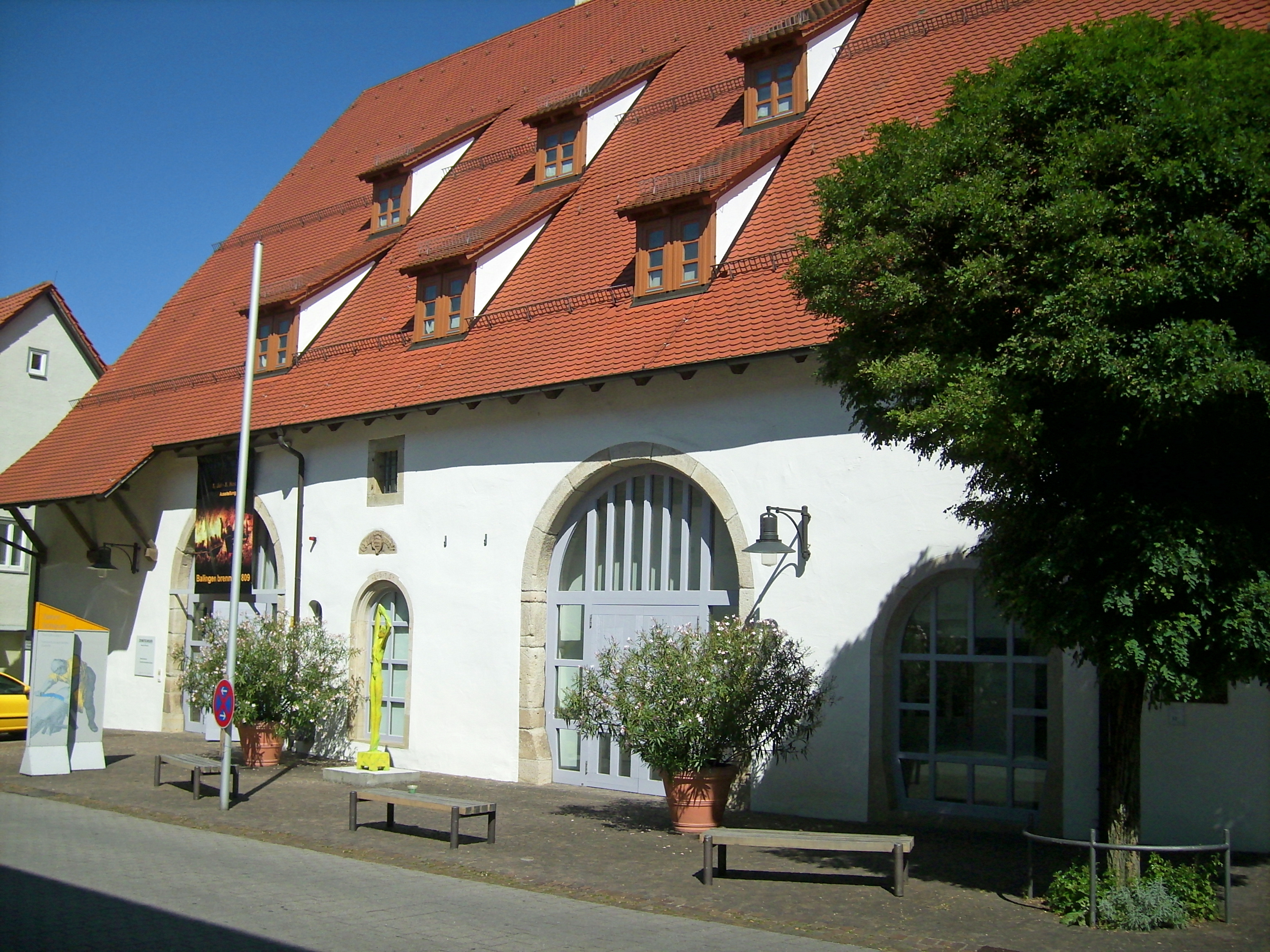
Ehemalige Zehntscheune in Balingen

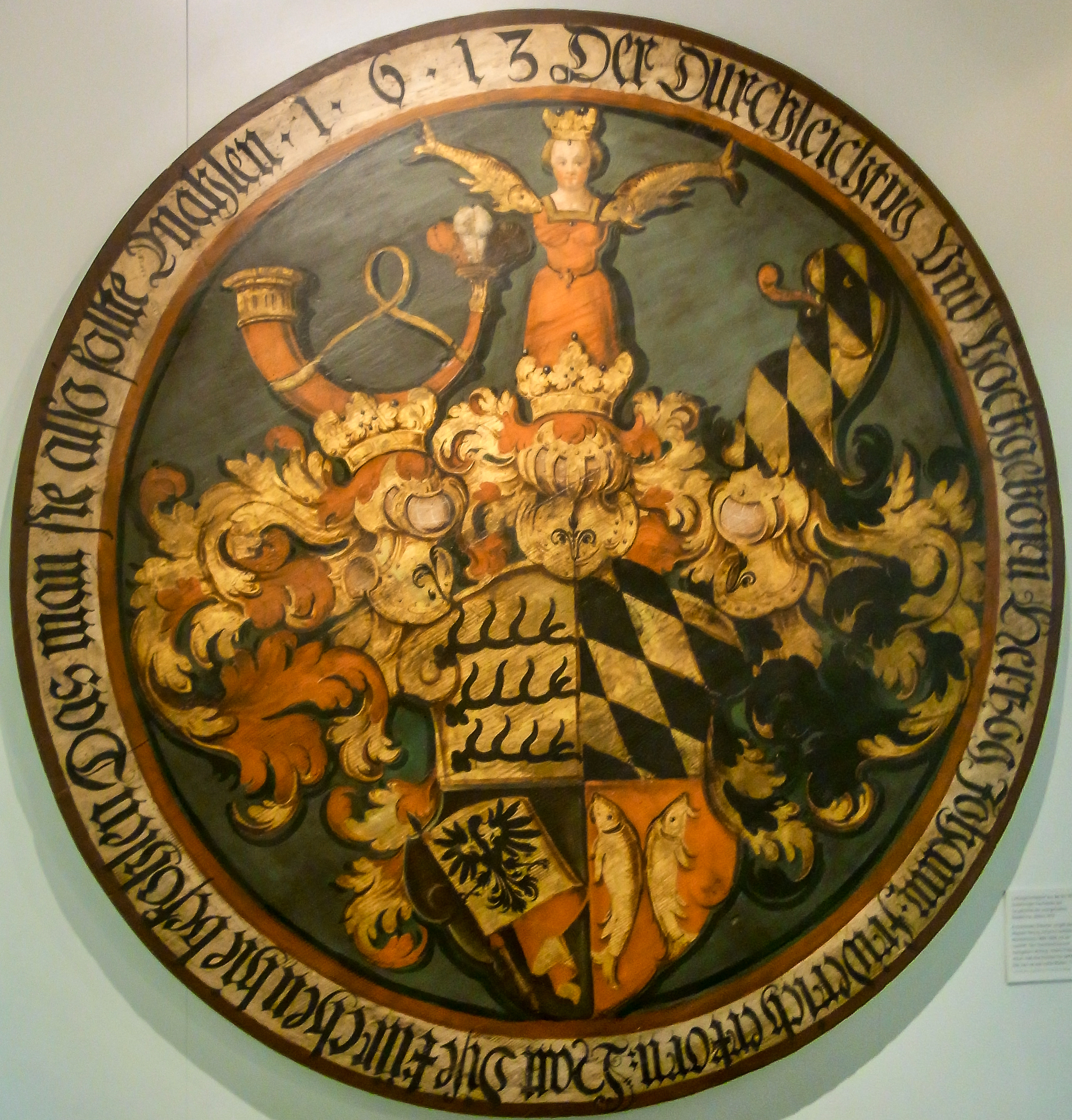
Wappenscheibe Herzog Johann Friedrichs, früher in der Stadtkirche

Die Zehntscheune in Balingen, der Kreisstadt des Zollernalbkreises in Baden-Württemberg, mit der Adresse Neue Straße 59, ist ein geschütztes Kulturdenkmal.
In den verfügbaren amtlichen Veröffentlichungen zum Denkmalstatus wird sie unter der Bezeichnung „Zehntscheune“ geführt. In Veröffentlichungen der Stadtverwaltung Balingen und im regionalen Sprachgebrauch wird sie als Zehntscheuer bezeichnet.

## Beschreibung
Die Zehntscheuer ist ein langgestreckter, massiver Bau. Zur Straße hin ist er mit mehreren unterschiedlich großen Rundbogentoren versehen, nach hinten sitzt er auf der inneren Mauer der ehemaligen, zweiteiligen Stadtbefestigung auf. Gekrönt wird es von einem mehrbödigen Satteldach.
Das gräflich-württembergische Wappen (geführt bis 1495) an der Westfassade des Gebäudes weist das Gebäude als Zehntscheune des württembergischen Landesherren aus. Bis zur Aufhebung des Zehnten im Jahr 1848 wurde in dem mächtigen Gebäude vor allem Getreide und Heu gelagert.
Bauinschriften von 1617 und 1675 deuten darauf hin, dass sie nach den Stadtbränden von 1607 und 1672 wiederaufgebaut wurde. Vom Stadtbrand 1809 wurde sie verschont.
Von 1986 bis 1990 wurde die Zehntscheune saniert und zum städtischen Museum ausgebaut. Im Gebäude sind das Heimatmuseum und die Friedrich-Eckenfelder-Galerie untergebracht.
Eines der herausragenden Ausstellungsstücke ist die Wappenscheibe Herzog Johann Friedrichs, die sich früher in der Stadtkirche befand.